# Pierre Chevalier (Politiker)
Pierre Antoine Marie Chevalier (* 8. Oktober 1952 in Brügge, Provinz Westflandern) ist ein belgischer Jurist und Politiker der Socialistische Partij (SP) sowie später der Vlaamse Liberalen en Democraten (VLD), der unter anderem Staatssekretär in der achten und neunten Regierung von Premierminister Wilfried Martens war.

## Leben

### Rechtsanwalt, Abgeordneter und Staatssekretär
Chevalier absolvierte nach dem Schulbesuch ein Studium der Rechtswissenschaften an der Rijksuniversiteit Gent und war nach dem Erwerb eines Lizenziats im Fach Kriminologie als Rechtsanwalt tätig.
Zunächst engagierte er sich in der trotzkistischen Revolutionaire Arbeidersliga (RAL), ehe er 1983 zur Sozialistischen Partei wechselte und dieser bis 1992 angehörte. 1983 wurde er als Kandidat der SP zum Mitglied des Gemeinderates von Brügge gewählt und gehörte diesem bis 1994 an. Zugleich wurde er am 13. Oktober 1985 erstmals Mitglied der Abgeordnetenkammer von Belgien gewählt und gehörte dieser achtzehn Jahre lang bis zum 10. April 1993 an. Zunächst vertrat er das Arrondissement Brügge sowie im Anschluss seit dem 21. Mai 1995 den Wahlkreis Brügge und war zugleich zwischen 1985 und 1995 Mitglied des Flämischen Rates (Vlaamse Raad), aus dem später das Flämische Parlament (Vlaamse Parlement) hervorging.
Nachdem Chevalier 1988 einige Zeit Vorsitzender der SP-Fraktion in der Abgeordnetenkammer war, wurde er am 18. Oktober 1988 von Premierminister Wilfried Martens zum Staatssekretär für nationalen Unterricht in dessen achte Regierung berufen und bekleidete dieses Amt bis zum 16. Januar 1989. Anschließend fungierte er als Staatssekretär für Wissenschaftspolitik im achten Kabinett Martens zu seinem Rücktritt am 18. Januar 1990 wegen Problemen mit der Justiz.
Chevalier, der zwischen 1990 und 1992 auch sowohl Mitglied der Parlamentarischen Versammlung des Europarates als auch der Parlamentarischen Versammlung der Westeuropäischen Union (WEU) war, übernahm am 29. September 1991 im neunten Kabinett Martens wiederum das Amt des Staatssekretärs für Wissenschaftspolitik und bekleidete dieses bis zum Ende von Martens Amtszeit am 7. März 1992. 1992 trat er aus der SP aus und wurde stattdessen Mitglied der Vlaamse Liberalen en Democraten (VLD).
1998 wurde Chevalier zunächst Vorsitzender der Krankenversicherung Liberale Mutualiteit West-Vlaanderen, ehe er am 12. Juli 1999 von Premierminister Guy Verhofstadt in dessen erster Regierung zum Staatssekretär für Außenhandel ernannt wurde und als solcher dem Minister für äußere Angelegenheiten Louis Michel beigeordnet war. Am 11. Oktober 2000 musste er jedoch abermals vorzeitig seinen Rücktritt erklären, diesmal wegen gerichtlicher Probleme in der Schweiz.

### Senator und Rückzug aus dem politischen Leben
Chevalier, der zwischen 2001 und 2012 erneut Mitglied des Gemeinderates von Brügge war, fungierte zwischen 2002 und 2003 als Vertreter der belgischen Regierung beim Europäischen Konvent und war danach zwischen 2003 und 2007 als Vertreter der VLD Mitglied des Senats. Zugleich war er zwischen 2003 und 2004 Vertreter des Premierministers und des Außenministers bei der Konferenz der Vertreter der Regierungen der Mitgliedstaaten der Europäischen Union sowie später 2006 Sondervertreter des belgischen Vorsitzenden der Organisation für Sicherheit und Zusammenarbeit in Europa (OSZE), Karel de Gucht. Zuletzt war er 2007 Sondervertreter der belgischen Regierung beim Sicherheitsrat der Vereinten Nationen.
Chevalier, dem für seine politischen Verdienste das Ritterkreuz des Leopoldsordens verliehen wurde, zog sich nach einem weiteren politischen Skandal um seine Person 2008 aus der Politik zurück, nachdem öffentlich Vorwürfe der Hehlerei, Geldwäsche und Urkundenfälschung wegen seiner Beziehungen zu dem französisch-ivorischen Betrüger Jean-Claude LaCote erhoben wurden. Knapp drei Jahre später wurden die Untersuchungsverfahren jedoch wegen Verjährung durch ein Brüsseler Untersuchungsgericht eingestellt. 2012 kündigte er an, dass er sich nicht endgültig aus dem öffentlichen Leben zurückziehen, sondern sich weiter für seine Geburtsstadt Brügge engagieren würde.